# 동덕여자고등학교
동덕여자고등학교(同德女子高等學校)는 대한민국 서울특별시 서초구 방배동에 있는 사립 고등학교이다.

## 학교 연혁
- 1908년 4월 28일 : 동원여자의숙을 설립, 설립자 조동식 선생
- 1909년 4월 1일 : 동원여자의숙과 동덕여자의숙을 병합하여 교명을 동덕여자의숙으로 함
- 1910년 3월 10일 : 동덕여자의숙 내에 부설로 중등속성과를 설립
- 1911년 4월 1일 : 속성과를 개편, 수업연한 3개년의 동덕여학교로 하고 설립자는 천도교주 손병희 선생, 학교장은 조동식 선생
- 1919년 12월 26일 : 독립운동에 손병희 선생 참가후 피검, 학교는 교장 조동식 선생이 인수하고 설립자가 됨
- 1926년 4월 27일 : 동덕여자고등보통학교 인가를 받음
- 1926년 5월 27일 : 이석구 선생 교주로 취임
- 1926년 6월 6일 : 재단법인 동덕여학원의 설립인가를 받고 설립자를 재단으로 변경
- 1933년 10월 14일 : 동대문 창신동에 본관 준공하고 교사를 이전
- 1938년 4월 10일 : 대강당 특별교실(기념관)등 건물을 준공하고 학제변경으로 교명을 동덕고등여학교로 함
- 1946년 10월 29일 : 교육령에 의하여 교명을 동덕여자중학교(6학제)로 함
- 1951년 5월 8일 : 학제개정으로 동덕여자중학교(3년제)와 고등학교(3년제)로 개편
- 1959년 4월 1일 : 중, 고등학교 교사(신관) 4층 20교실 준공
- 1962년 11월 20일 : 중·고등학교 생활지도관을 상월곡동에 증축 개관
- 1969년 3월 1일 : 중·고등학교 분리
- 1971년 8월 20일 : 체육관을 겸한 강당 준공
- 1982년 3월 1일 : 2부 상업과 8학급 인가 설치
- 1985년 2월 11일 : 상과 (제1회) 졸업식 거행
- 1986년 2월 15일 : 강남구 방배동 신축 교사로 이전
- 1986년 4월 27일 : 신축 교사 준공식 거행
- 1990년 9월 21일 : 학생 생활관 준공
- 1993년 5월 31일 : 상과 교실 증축
- 2015년 8월 10일 : 학교법인 이사장에 조원영 박사 취임
- 2019년 9월 2일 : 제13대 학교장 조승현 선생 취임
- 2020년 2월 1일 : 동덕여학단을 동덕학원으로 변경
- 2023년 9월 1일 :   : 제14대 학교장 한주희 선생 취임

## 참고 문헌
- 동덕여자고등학교 - 한국교육학술정보원 학교알리미

## 같이 보기
- 동덕여자고등학교 여자 정구단